# Ucieczka z przedmieścia

Ucieczka z przedmieścia (ang. Stuck in the Suburbs) – amerykański film, należący do kategorii Disney Channel Original Movies.

## Fabuła
Nastoletnia Brittany Aarons (Danielle Panabaker) jest znudzona spokojnym życiem na przedmieściu. Dziewczyna jest fanką Jordana Cahilla, niezwykle popularnego piosenkarza. Wraz z nowo poznaną Natashą Kwon-Schwartz (Brenda Song) i innymi koleżankami chcą zostać statystkami w nowym wideoklipie gwiazdora. Po nagraniu Jordan i Brittany wpadają na siebie i wymieniają się przypadkowo telefonami komórkowymi. 